# Romanita
Romanita là một chi bọ cánh cứng trong họ Chrysomelidae.
Chi này được miêu tả khoa học năm 1957 bởi Bechyne.

## Các loài
Các loài trong chi này gồm:
- Romanita amazonica Bechyne, 1958
- Romanita fasciata (Weise, 1921)
- Romanita maculipennis Bechyne, 1958
- Romanita ornata Bechyne, 1958
- Romanita vittata Bechyne, 1958